# Parlamentswahl in Finnland 1919
- SDP: 80
- KTL: 2
- ED: 26
- RKP: 22
- ML: 42
- KOK: 28

Die Parlamentswahl in Finnland 1919 (finnisch Eduskuntavaalit 1919; schwedisch Riksdagsvalet 1919) fand am 1. und am 3. März 1919 statt. Es war die Wahl zum 9. finnischen Parlament und zugleich die erste Parlamentswahl im unabhängigen Finnland und nach dem Bürgerkrieg 1918.

## Ausgangslage
Aufgrund des Finnischen Bürgerkrieges boykottierten die Sozialdemokraten das Parlament. Reichsverweser (finnisch valtionhoitaja; schwedisch riksföreståndare) Carl Gustaf Emil Mannerheim ließ daraufhin das Parlament auflösen und vorgezogene Neuwahlen anordnen. Die Wahlen fanden somit ein Jahr vor dem vorgesehenen Termin (Juli 1920) statt.

## Teilnehmende Parteien
Es traten 6 verschiedene Parteien zur Wahl an:
| Partei | Partei | Ausrichtung                        | Spitzenkandidat |
| ------ | --- | ---------------------------------- | --------------- |
|        | Sozialdemokratische Partei Finnlands Suomen Sosialidemokraattinen Puolue (SDP) Finlands Socialdemokratiska Parti | sozialdemokratisch, republikanisch | Väinö Tanner    |
|        | Nationale Sammlungspartei Kansallinen Kokoomus (KOK) Samlingspartiet                                             | konservativ, monarchistisch        | Hugo Suolahti   |
|        | Nationale Fortschrittspartei Kansallinen Edistyspuolue (ED) Framstegspartiet                                     | liberal, republikanisch            | Oskari Mantere  |
|        | Landbund Maalaisliitto (ML) Agrarförbundet                                                                       | agrarisch, republikanisch          | Santeri Alkio   |
|        | Schwedische Volkspartei Ruotsalainen Kansanpuolue (RKP) Svenska Folkpartiet (SFP)                                | liberal, monarchistisch            | Eric von Rettig |
|        | Christlicher Arbeiterbund Finnlands Suomen Kristillisen Työväen Liitto (KTL) Finlands kristliga arbetarförbund   | christlich-sozialdemokratisch      |                 |

## Wahlergebnis
Die Wahlbeteiligung lag bei 67,1 Prozent und damit 2,1 Prozentpunkte unter der Wahlbeteiligung bei der letzten Parlamentswahl 1917.
Die Sozialdemokraten blieben zwar mit großem Abstand stärkste Kraft in der Eduskunta, verloren jedoch zwölf Sitze. Zweitstärkste Kraft wurde erstmals der Landbund, der seinen Stimmenanteil von 12 % auf fast 20 % steigern konnte und 16 Sitze dazugewann. Mit der konservativen Nationalen Sammlungspartei, die 1918 von Monarchiebefürwortern gegründet wurde, und der liberalen Fortschrittspartei nahmen zwei neue Parteien an der Wahl teil. Sie ersetzten die Finnische Partei, die Jungfinnische Partei und die finnische Volkspartei. Der Christliche Arbeiterbund erhielt nach zwei Jahren Absenz im finnischen Parlament wieder zwei Mandate.
| Partei            | Partei                                     | Stimmen   | Stimmen | Stimmen | Sitze  | Sitze |
| Partei            | Partei                                     | Anzahl    | %       | +/−     | Anzahl | +/−   |
| ----------------- | ------------------------------------------ | --------- | ------- | ------- | ------ | ----- |
|                   | Sozialdemokratische Partei Finnlands (SDP) | 365.046   | 37,98   | −6,81   | 80     | −12   |
|                   | Landbund (ML)                              | 189.297   | 19,70   | +7,32   | 42     | +16   |
|                   | Nationale Sammlungspartei (KOK)            | 151.018   | 15,71   | —       | 28     | −4    |
|                   | Nationale Fortschrittspartei (ED)          | 123.090   | 12,81   | —       | 26     | +2    |
|                   | Schwedische Volkspartei (RKP)              | 116.582   | 12,13   | +1,23   | 22     | +1    |
|                   | Christlicher Arbeiterbund Finnlands (KTL)  | 14.718    | 1,53    | −0,28   | 2      | +2    |
|                   | Sonstige                                   | 1.350     | 0,14    | −0,06   | —      | —     |
| Gesamt            | Gesamt                                     | 961.101   | 100,00  |         | 200    |       |
| Gültige Stimmen   | Gültige Stimmen                            | 961.101   | 99,51   |         |        |       |
| Ungültige Stimmen | Ungültige Stimmen                          | 4.771     | 0,49    |         |        |       |
| Wahlbeteiligung   | Wahlbeteiligung                            | 965.872   | 67,13   |         |        |       |
| Wahlberechtigte   | Wahlberechtigte                            | 1.438.709 | 100,00  |         |        |       |
| Quelle:           |                                            |           |         |         |        |       |

## Nach der Wahl
Am 15. August 1919 nahm die neue Regierung unter Juho Vennola von der Fortschrittspartei die Arbeit auf. Vennola war 1918/19 stellvertretender Finanzminister und von April bis August 1919 im Kabinett Kaarlo Castréns Minister für Handel und Industrie gewesen.
Juho Vennola, der in seiner ersten Amtszeit mit dem Landbund regierte, wurde am 15. März 1920 von Rafael Erich von der Nationalen Sammlungspartei abgelöst. Er schuf eine Koalition aus Sammlungspartei, Fortschrittspartei, Landbund und Schwedischer Volkspartei. Am 9. April 1921 wurde erneut Juho Vennola Ministerpräsident, der erneut eine Koalition mit dem Landbund bildete. Vom 2. Juni 1922 bis zum 14. November 1922 regierte schließlich Aimo Kaarlo Cajander als geschäftsführender Ministerpräsident, ehe Kyösti Kallio vom Landbund nach den Wahlen von 1922 das Amt des finnischen Ministerpräsidenten übernahm.